# Cercié
Cercié – miejscowość i gmina we Francji, w regionie Owernia-Rodan-Alpy, w departamencie Rodan.
Według danych na rok 1990 gminę zamieszkiwało 648 osób, a gęstość zaludnienia wynosiła 131 osób/km² (wśród 2880 gmin regionu Rodan-Alpy Cercié plasuje się na 1023. miejscu pod względem liczby ludności, natomiast pod względem powierzchni na miejscu 1517.).